# Mobiel apparaat

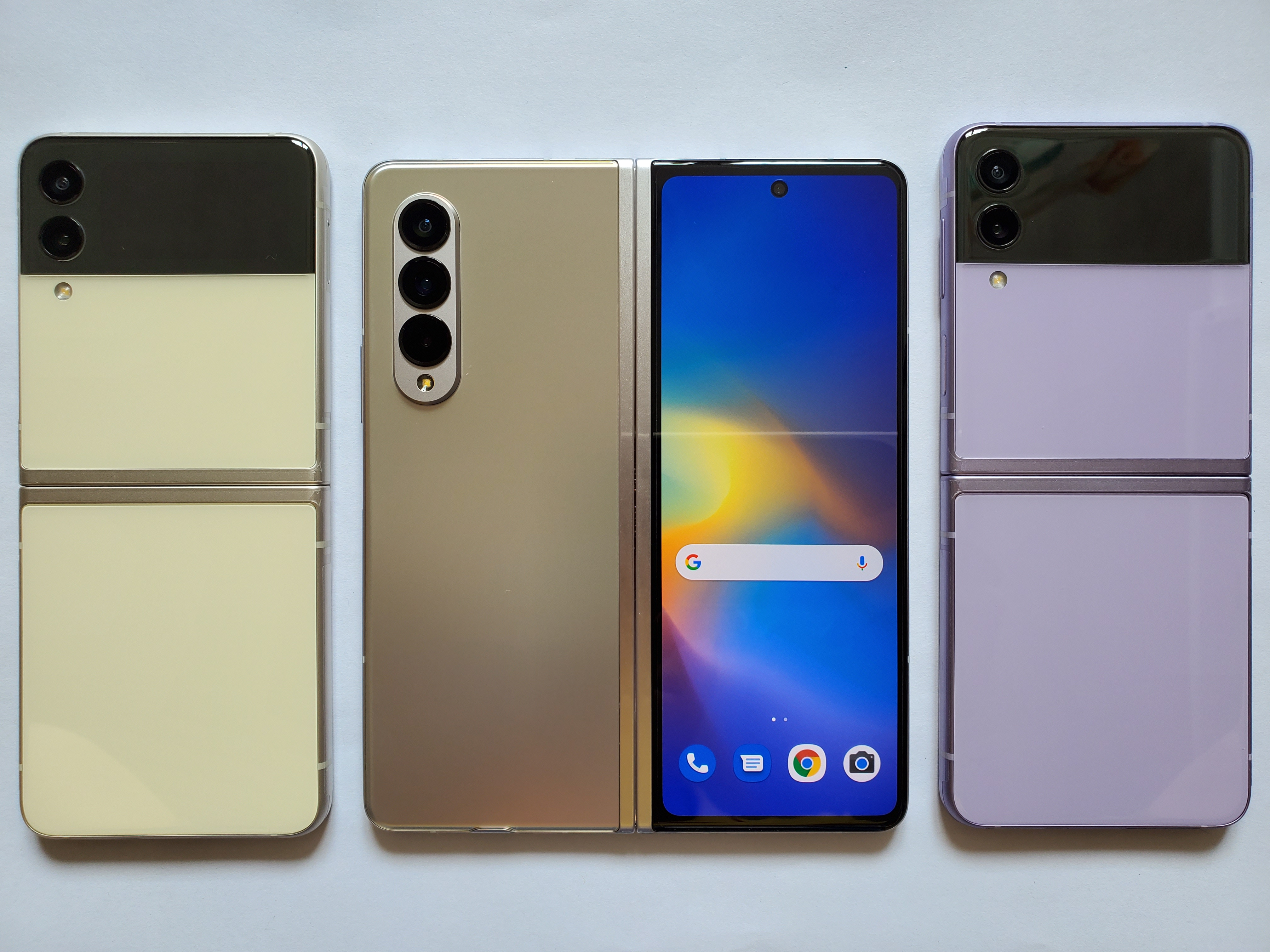
Smartphone

Een mobiel apparaat (handheld device of kortweg handheld) is een elektronisch apparaat dat in één hand is te houden, waarbij men eventueel voor de bediening ook de andere hand gebruikt.
Deze relatief recente klasse van toestellen geeft in veel gevallen altijd en overal toegang tot informatie en/of communicatie.
Enkele voorbeelden zijn:
- smartphones
- tabletcomputers
- laptops
- sommige spelcomputers